# Lahu Democratic Union

Fahne der Lahu Democratic Union

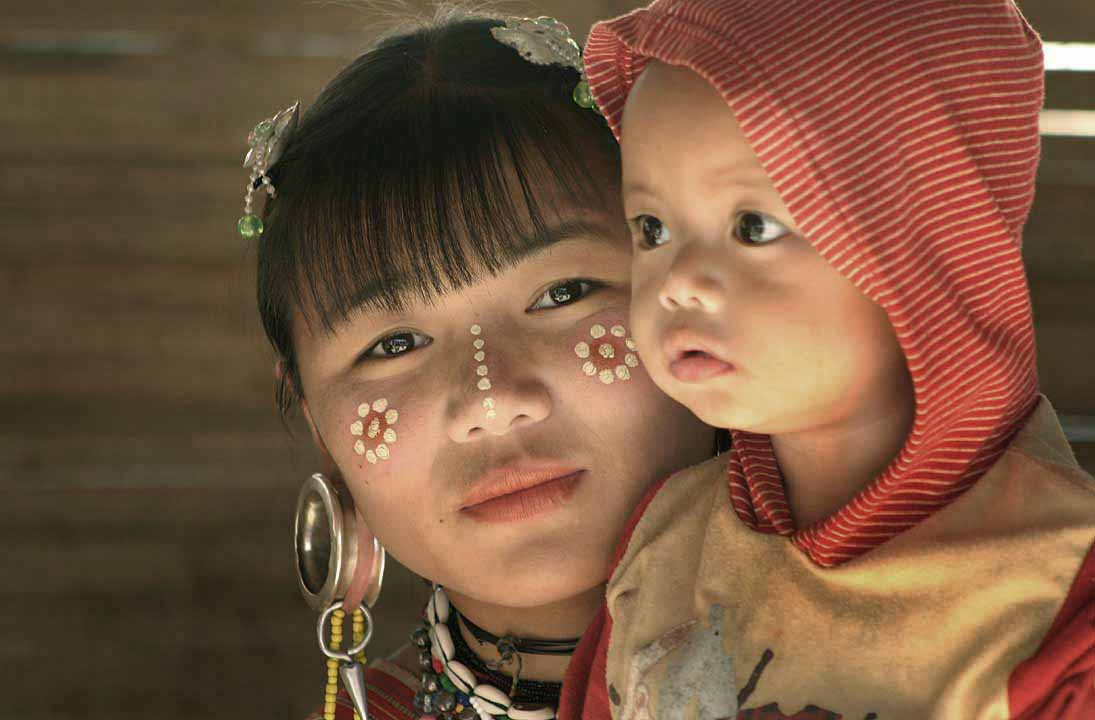
Lahu-Mädchen

Die Lahu Democratic Union (Birmanische Sprache လားဟူဒီမိုကရက်တစ်အစည်းအရုံး, LDU) ist eine politische und bewaffnete ethnische Organisation in Myanmar. Die LDU setzt sich für die Autonomie der Lahu im Shan-Staat ein. Ziel der LDU ist eine Lahu Self-Administered Zone im südöstlichen Shan-Staat.

## Geschichte
die LDU wurde 2008 unter dem Vorsitz von U Phon Tint Shin neu gegründet. Vorläufer der LDU waren die Lahu National Unity Party (LNUP), die 1973 an der Grenze zu Thailand gegründet worden war und sich 1976 in Lahu National Organization (LNO) umbenannte. Die Lahu National Development Party (LNDP) und die LNO vereinigten sich 1997 und bildeten die Lahu Democratic Front (LDF). Mitglieder der LDF reorganisierten die Organisation 2008 und benannten sie in Lahu Democratic Union um. Die LDU unterzeichnete 2018 den Nationalen Waffenstillstandsvertrag (NCA) von 2015, obwohl die Zentralregierung die LDU nicht dazu aufgefordert hatte. Nach dem Militärcoup am 1. Februar 2021 spaltete sich die LDU in zwei Fraktionen, die eine wollte sich an den NCA halten und mit der neuen Militärregierung der State Administration Council (SAC) weiterhin zusammenarbeiten, die Andere wollte mit der Exilregierung, der National Unity Government (NUG) gegen die SAC kämpfen. Die Pro-SAC-Fraktion traf sich im April 2024 im nordthailändischen Chiang Mai mit Vertretern von sechs weiteren Unterzeichnern des NCA, um eine eigene Gruppe für Verhandlungen mit der SAC zu bilden.